# Bávaro meridional
El bávaro o austro-bávaro meridional (en bávaro Siidboarisch), es un grupo de dialectos altogermánicos del grupo bávaro. Se hablan principalmente en el Tirol (en el estado austriaco del Tirol y en la provincia italiana del Tirol del Sur), en Carintia y en la zona occidental de la Alta Estiria. Debido al aislamiento geográfico de estas regiones alpinas, el bávaro meridional ha conservado muchas características de la antigua lengua bávara del periodo del alto alemán medio. Por otra parte, el área lingüística del bávaro meridional está influida por el esloveno, el italiano y el ladino.
Históricamente, su área lingüística comprendía los antiguos enclaves de Carniola (actual Eslovenia) alrededor de Kočevje en la región de Gottschee (gottscheerés), Sorica (Zarz) y Nemški Rovt (Deutsch Ruth). En algunas islas lingüísticas del noreste de Italia aún se habla la lengua cimbria (Friul, Véneto y Trentino), que a menudo se considera como una variante separada de la lengua bávara. También se habla bávaro meridional en la región de Werdenfelser Land alrededor de Mittenwald y Garmisch-Partenkirchen, en la Alta Baviera (Alemania).
Al norte, el Unterland tirolés, las regiones alpinas de Salzburgo (Pinzgau, Pongau y Lungau), así como las regiones limítrofes de Estiria y del sur de Burgenland forman el continuum dialectal con el área lingüísitica del bávaro central.